# Matej Rodin
Matej Rodin (ur. 13 lutego 1996 w Splicie) – chorwacki piłkarz grający na pozycji środkowego obrońcy. Ma również obywatelstwo bośniackie.
Spędził dzieciństwo w chorwackim mieście Metković, skąd pochodzi jego ojciec. Wychowanek bośniackiego klubu GOŠK Gabela z regionu licznie zamieszkanego przez Chorwatów. W 2016 przeszedł do Lokomotivy Zagrzeb, satelickiego klubu stołecznego Dinama. Po wypożyczeniach do HNK Šibenik i słoweńskiego Aluminija zagrał w bośniackiej ekstraklasie w barwach GOŠK Gabela i Željezničara Sarajewo. 	
Na początku lipca 2019 przeszedł do włoskiej Perugii za ponad 200 tysięcy euro. Nie zdołał zadebiutować w Serie B i po półrocznym epizodzie w chorwackim NK Varaždin 11 września 2020 podpisał trzyletni kontrakt z Cracovią. Jego transfer kosztował "Pasy" 65 tysięcy euro. W barwach krakowskiego klubu zadebiutował 20 września 2020 w zremisowanym 1–1 meczu z Zagłębiem Lubin. 9 października 2020 zdobył swoje pierwsze trofeum w karierze, wygrywając Superpuchar Polski po serii rzutów karnych w meczu z Legią Warszawa (w regulaminowym czasie gry było 0–0).	
2 stycznia 2023 podpisał trzyletni kontrakt z belgijskim KV Oostende.
Jest kibicem Hajduka Split. 	

## Sukcesy

### Cracovia
- Superpuchar Polski: 2020